# Paduraksa

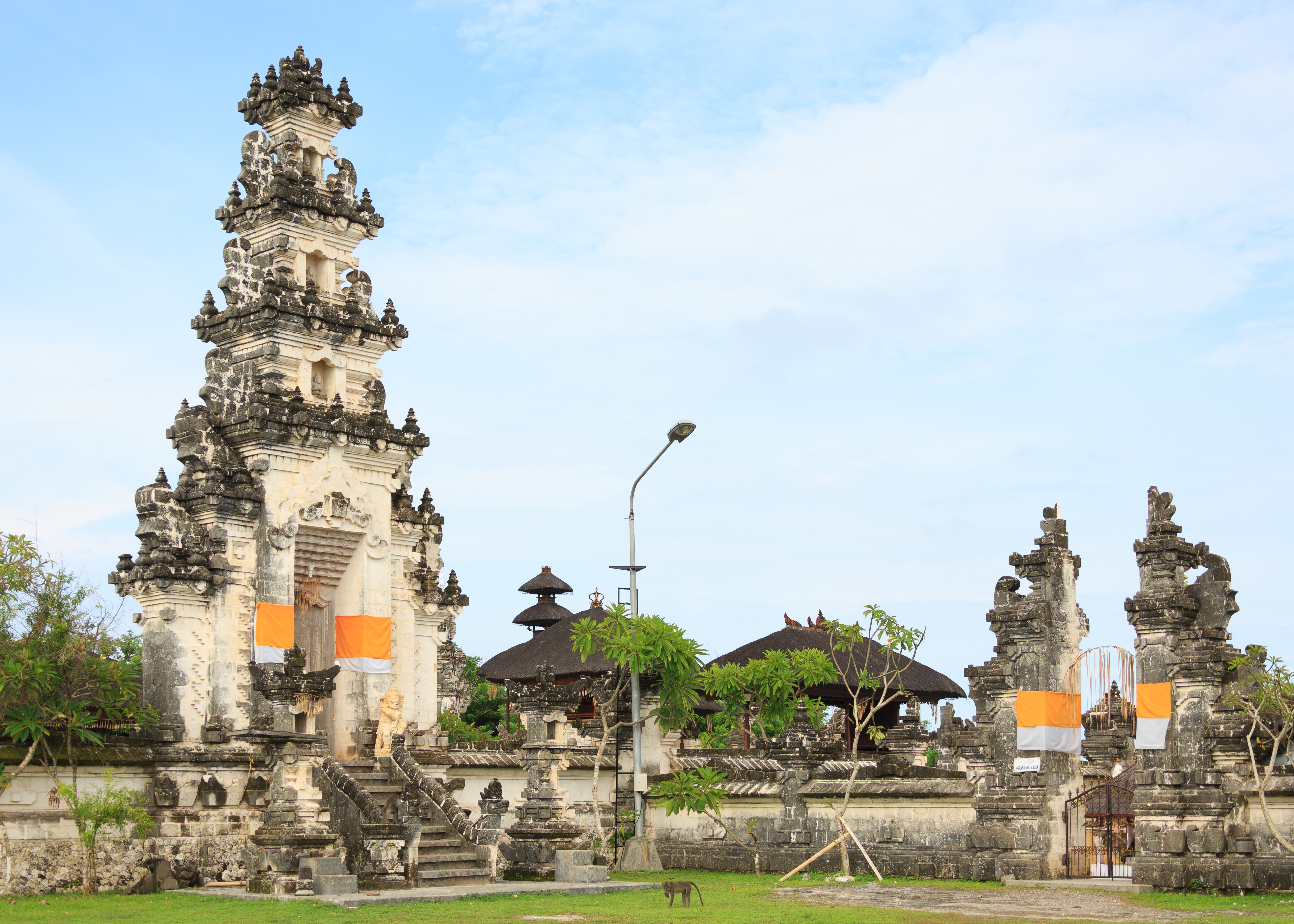
Una paduraksa (izquierda) marca la entrada al santuario principal del templo, mientras que el candi bentar (derecha) marca la entrada al santuario exterior del templo.

Paduraksa, también conocida como kori, es un tipo de puerta de entrada cubierta con un techo muy alto que se puede encontrar en las islas de Java y Bali, Indonesia. Esta característica arquitectónica se puede encuentra comúnmente en edificios del período hindú-budista clásico de Indonesia. Paduraksa marca el umbral hacia el espacio más sagrado (el santuario interior) dentro de un recinto religioso, un cementerio o un palacio. En la arquitectura balinesa, a menudo se construye una alta paduraksa elaboradamente decorada como la estructura más imponente del templo.

## Forma

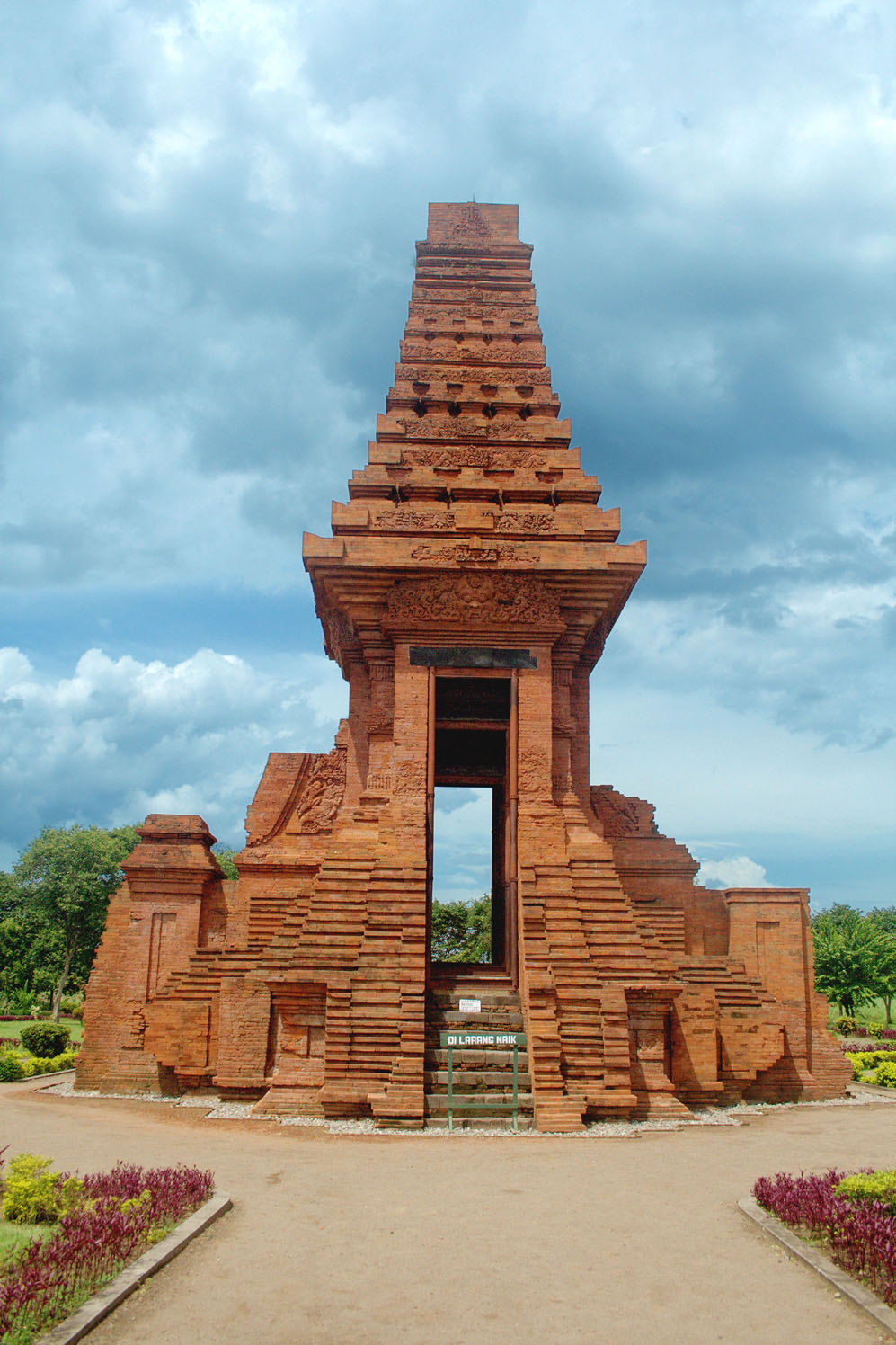
Bajang Ratu, paduraksa del en Trowulan.

Una paduraksa es, básicamente, una puerta de entrada en forma de candi. Su estructura consta de tres partes: la base, donde se ubica un tramo de escalones, el cuerpo, donde se encuentra el pasaje de entrada y la corona, con su perfil escalonado característico de un candi. El paso de entrada a veces está equipada con una puerta de madera finamente tallada.[3]
Una de las puertas paduraksa más antiguas que se conservan es la Bajang Ratu en Trowulan, una elegante puerta paduraksa de ladrillo rojo que data del período mayapajit de mediados del siglo XIV. La puerta Bajang Ratu está adornada con bajorrelieves que representan la historia de Sri Tanjung y el Ramayana. La forma de la estructura es alta y esbelta, alcanzando una altura de 16,5 metros y mostrando una amplia decoración en relieve, especialmente en la sección del techo.
Si bien la forma básica de un paduraksa es un candi escalonado, puede estar muy decorado con diferentes ornamentos, figuras y símbolos. En Bali, la corona del paduraksa está decorada con adornos en forma de llamas y figuras celestiales. La cabeza amenazante del los feroces Bhoma o Kala a menudo está tallada sobre la abertura, mientras que efigies parecidas a leones, o un par de gigantes feroces de dvarapalas, protegen los lados de la entrada. Se cree que tanto las figuras amenazantes de la cabeza de Kala como los guardianes de la puerta de dvarapalas tienen propiedades protectoras; para repeler y alejar a los malos espíritus del recinto.
El kori principal que marca el umbral hacia el sanctasanctórum interior del santuario principal se conoce como kori agung ('gran kori'). Un paduraksa en el complejo del cementerio islámico de Sendang Duwur contiene un misterioso elemento parecido a un ala que se cree representa las alas del Meru, lo que podría estar asociado con el pájaro celestial Garuda.[5]

## Templo hinduista clásico javanés y balinés

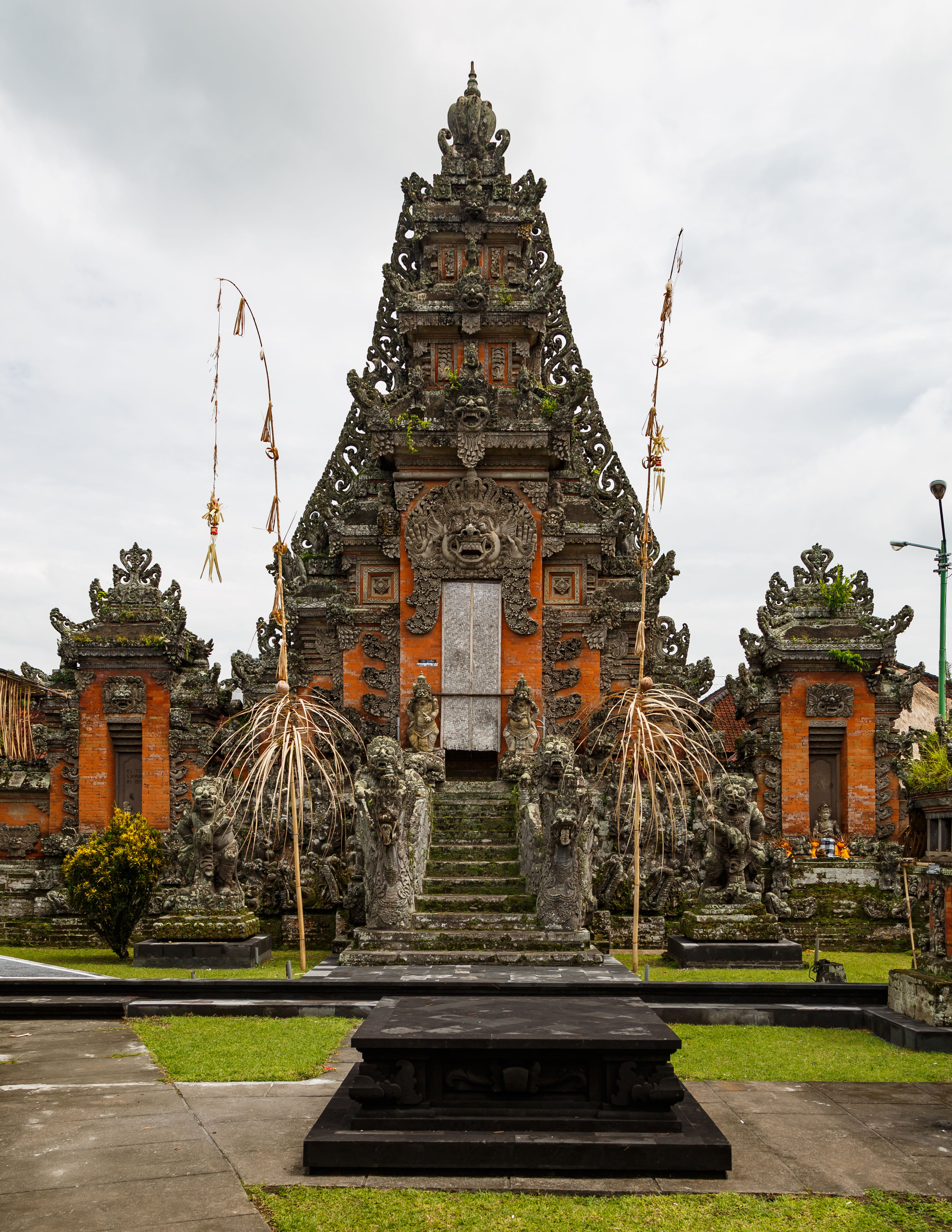
Una paduraksa fuertemente ornamentado en el pura Puseh Desa Singapadu, Bali.

Paduraksa y candi bentar (otra característica puerta de entrada) son características integrales de la arquitectura de un templo hindú balinés y posiblemente del templo hindú clásico de Java. Ambas puertas de entrada marcan el umbral entre los diferentes niveles de sacralidad dentro del recinto de un templo. En Bali, un candi bentar marca el límite entre el mundo exterior y el reino exterior del templo hindú, el nista mandala ('santuario exterior'), mientras que la paduraksa marca el límite entre el mandala madya ('santuario medio') y el mandala utama más interior y sagrado ('santuario principal').
En la arquitectura de los templos balineses, un templo principal suele tener tres puertas paduraksa, la paduraksa principal más grande y más alta, flanqueada por dos más pequeñas. Los fieles diarios y los visitantes ocasionales suelen utilizar las puertas laterales, mientras que la puerta principal se mantiene cerrada, excepto durante las fiestas religiosas. En Bali, la puerta central paduraksa está reservada para los sacerdotes y los dioses.

## Origen y evolución

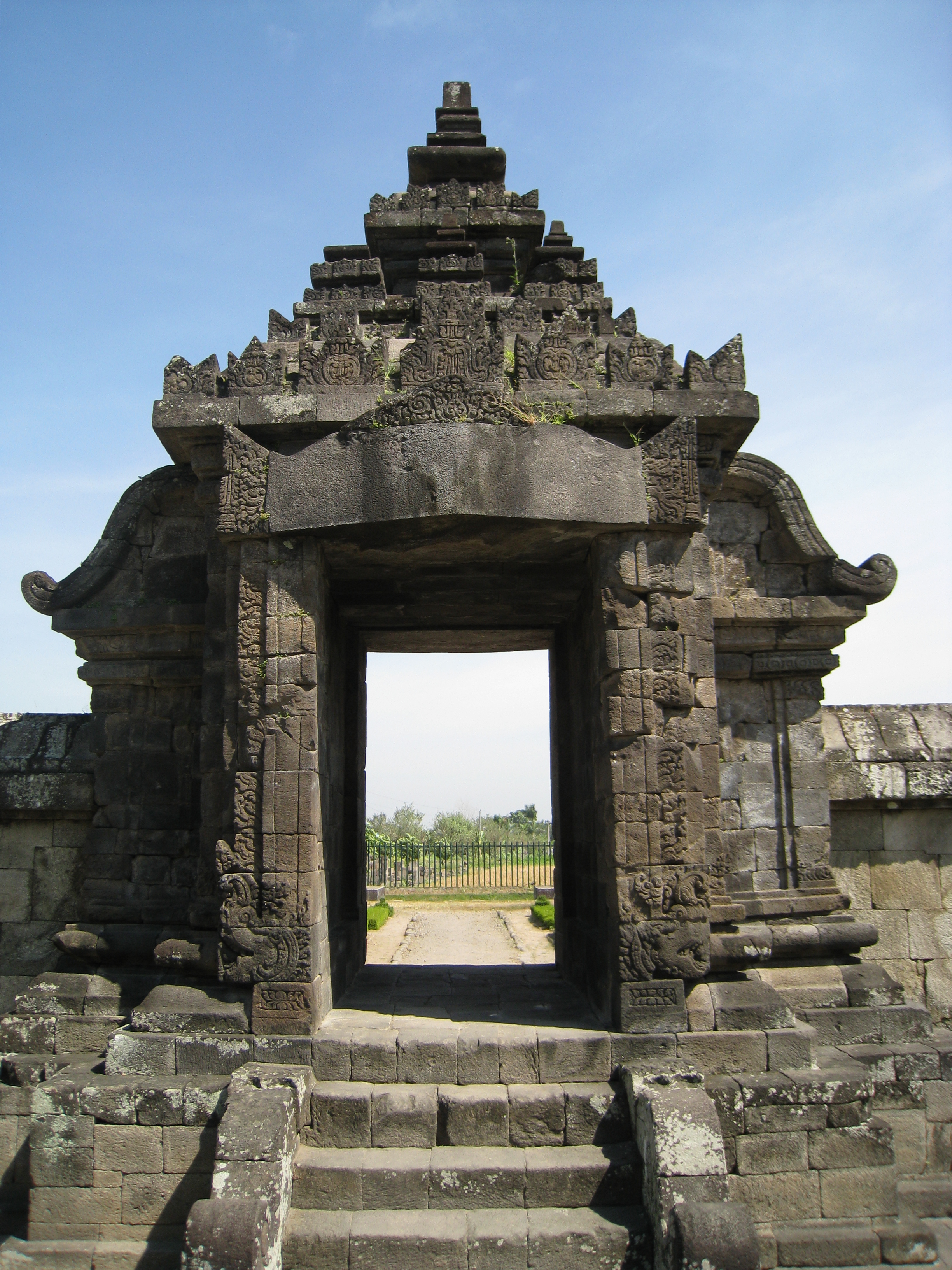
Puerta paduraksa del complejo de Plaosan,.

La paduraksa es una adaptación indonesia del gopuram indio clásico. La forma temprana de una puerta de entrada techada de Java se puede encontrar en algunos complejos de templos de los siglos VIII y IX en Java Central, como en Prambanan, Plaosan o Ratu Boko. En el período posterior, estas puertas de entrada tomaron una forma más esbelta. Se han descubierto relieves que muestran una candi bentar y una paduraksa del siglo XIII en Candi Jago, Java Oriental. Las paduraksas de Java Oriental de los siglos XIII y XIV, como los encontrados en el período hindú de Singhasari y Mayapajit, parecen idénticas a la paduraksa balinesa. En el yacimiento arqueológico de Trowulan, la capital del Imperio mayapajit del siglo XIV, una paduraksa denominada Bajang Ratu ('monarca defectuoso/enano' en javanés) es la paduraksa más antigua que aún se mantiene en pie. La entrada paduraksa Bajang Ratu contiene agujeros redondos, lo que indica que alguna vez existió aquí una puerta de doble hoja.

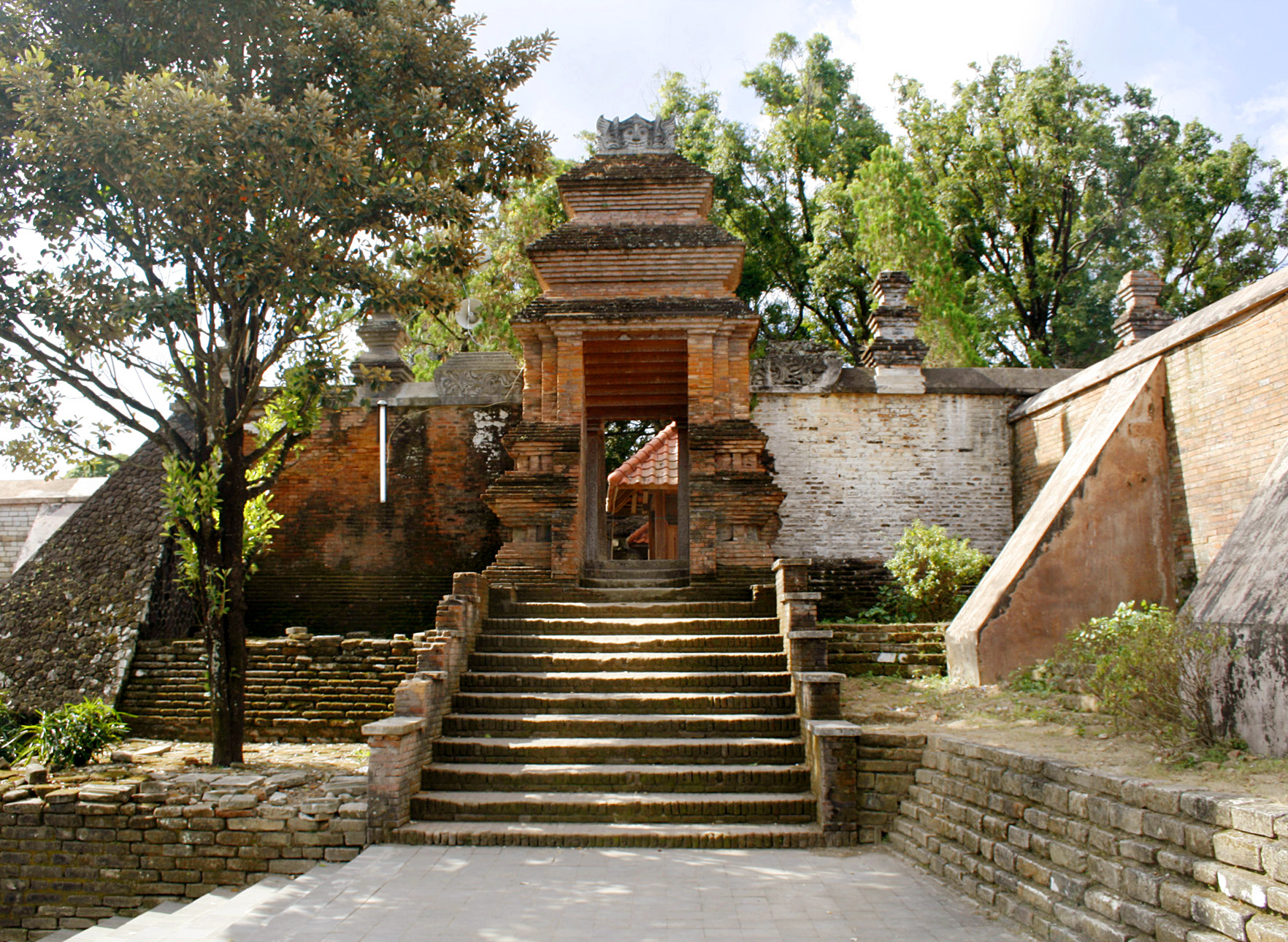
Puerta kori del cementerio real Kota Gede,.

La paduraksa todavía se usaba ampliamente a la llegada del período islámico en el siglo XV. El nombre de kori agung generalmente se utiliza para una paduraksa que se construye para fines no hindúes. La Gran mezquita de Mataram (Mesjid Gedhe Mataram) en Kotagede contiene un kori agung que marca el umbral de la mezquita; donde se encuentra la tumba de Panembahan Senopati. La mezquita Menara Kudus del siglo XVI, una de las mezquitas más antiguas de Java, tiene un kori agung en su recinto y otro, dentro de la mezquita. Muchos complejos de kraton (palacios) del Java islámico usan kori agung dentro del complejo, como dentro del kraton Ngayogyakarta Hadiningrat del sultanato de Yogyakarta, kraton Kasepuhan, kraton Kanoman del sultanato de Cirebon o el ruinoso kraton Kaibon del sultanato de Bantén. El complejo del cementerio musulmán también utilizó el kori agung para marcar el área donde se encuentra la tumba, como en el complejo del cementerio de Imogiri. El complejo del cementerio de Sendang Duwur tiene dos agungs kori con una forma arquitectónica en forma de ala, que se cree que representa a un Meru alado.